# Lucio Tan
Lucio Chen Tan Sr. (陳永栽T, 陈永栽S, Chén YǒngzāiP; Xiamen, 17 luglio 1934) è un imprenditore cinese naturalizzato filippino, miliardario, figura controversa e affiliata dai critici alla schiera di imprenditori che si arricchirono durante il governo Marcos.
Presiede la società conglomerata filippina LT Group, Inc., una società con ampi interessi commerciali in sport, banche, compagnie aeree, liquori, tabacco, immobili, bevande, istruzione e presiede la Philippine Airlines, la compagni di bandiera delle Filippine. Nel 2024, il suo patrimonio netto è stimato in 2.6 miliardi di dollari.

## Biografia
Tan nacque ad Amoy (ora Xiamen), Fujian, Cina, primo di otto figli. I suoi genitori si trasferirono a Cebu nelle Filippine quando era un bambino. Si dice che andasse a scuola a piedi nudi e che all'inizio lavorasse come scaricatore di porto che legava il carico con corde fatte di abaca. Ha poi conseguito una laurea in ingegneria chimica presso l'Università dell'Estremo Oriente di Manila. Forbes afferma che mentre era al college, Tan "lavorò come custode in una fabbrica di tabacco" dove "lavava i pavimenti per pagarsi la scuola".

## Carriera
L'inizio non fu semplice. Fondò un piccolo negozio di elettronica e una fabbrica di amido di mais, ma fallì con entrambi. Nello stesso anno del fallimento, fondò la Himmel Industries Inc., una società di produzione e commercio di prodotti chimici. Con macchine usate e vecchi camion statunitensi ricondizionati, Tan ha ottenuto i suoi primi successi imprenditoriali.
Alla fine degli anni '50, ha finalmente lavorato nell'industria del tabacco. Per conto del suo datore di lavoro, gli fu affidato l'acquisto di tabacco nella provincia di Ilocos. Come risultato di questa esperienza, ha fondato la società Fortune Tobacco nel 1965 in una piccola capanna a Marikina. Dopo le difficoltà iniziali e la grande concorrenza nel competitivo mercato del tabacco, l'azienda fiorì nei primi anni '70 e divenne il più grande produttore di sigarette nelle Filippine dagli anni '80 in poi. Nel 1996, Fortune Tobacco controllava il 75% del mercato interno.
Già all'inizio degli anni '70 Lucio Tan inizia a diversificare la propria base aziendale. Nel 1970 ha fondato l'azienda Foremost Farms ed è entrato così nel settore dell'allevamento di suini. Nel 1977 acquistò dal governo la General Bank and Trust Co. (Genbank), precedentemente fallita, per soli 500.000 pesos, che poi trasformò in una delle 10 più grandi banche delle Filippine con il nome di Allied Bank. [2]
Un anno dopo, nel 1978, Tan acquistò Riverside Steel Inc., la filiale filippina della giapponese Kawasaki Steel Corporation, gettando basi di successo nel settore dell'edilizia e delle costruzioni.
Nel 1982, Tan ha fondato Asia Brewery. Qui, ha beneficiato di un allentamento della regolamentazione statale, che in precedenza aveva vietato qualsiasi start-up nel settore della birra. Fino ad allora, la San Miguel Corporation era stata l'unico birrificio del paese. In questo contesto, furono nuovamente sollevate accuse di imbroglio, poiché Lucio Tan era stato buon amico dell'allora presidente e dittatore Ferdinand Marcos fin dai primi anni '60. Ci sono state accuse di questo tipo negli anni precedenti, quando alla società Fortune Tobacco sono state concesse agevolazioni fiscali governative che hanno permesso alla società di Tan di lasciarsi alle spalle la concorrenza
Nel 1985, Lucio Tan acquistò l'hotel a 5 stelle Century Park di 500 camere a Manila.
Nel maggio 1988 seguì l'acquisto della Tanduay Distillery, uno dei principali produttori di rum nelle Filippine.
Quando la Philippine Airlines, che fino ad allora era stata la compagnia aerea statale, fu privatizzata nel 1992, Tan si assicurò una quota di maggioranza della società, che in seguito gli permise di assumere il pieno controllo.
Nel 1995, Tan ha fondato un'altra società nel settore dell'aviazione: Macro Asia Corporation. Questa holding è attiva con altre filiali in varie aree di servizio del settore dell'aviazione, come la ristorazione, il noleggio di elicotteri e la manutenzione, tra cui Lufthansa-Technik Philippines, una joint venture di Lufthansa Technik AG e Macro Asia Corporation.
Dopo la privatizzazione della Banca Nazionale delle Filippine (PNB), anche Tan è entrato a far parte della banca, e nel 2000 il Lucio Tan Group of Companies è diventato il suo maggiore azionista privato. Nel febbraio 2013 si è fusa con Allied Bank, anch'essa appartenente all'impero di Lucio Tan.

## Legami con Marcos ed Estrada
Nel 1997, Forbes, in un articolo intitolato "Una pagella sull'Asia", si lamentava della "considerevole corruzione ancora prevalente" nelle Filippine, citando come Tan "da solo ha sostenuto una riforma fiscale volta a rimuovere i privilegi speciali per i produttori locali di tabacco e birra". Nel 1998, Forbes riferì che Tan trascorreva il suo tempo libero "con il governo per accuse di evasione fiscale" e con gli "azionisti della Philippine Airlines che cercavano di bloccare la sua offerta per la compagnia aerea".
Lucio Tan e Ferdinand Marcos si incontrarono nei primi anni '60 e si sviluppò una stretta amicizia fino ai primi anni '70, che continuò anche quando Marcos impose la legge marziale nel paese nel 1972. Ci sono state ripetute accuse secondo cui le aziende di Lucio Tan hanno ricevuto vantaggi ingiusti dal governo. Dopo la perdita di potere di Marcos nel 1986, si sostenne addirittura che lo stesso Marcos avesse una partecipazione del 60% nel gruppo di società di Lucio Tan. Inoltre, si dice che Marcos abbia ricevuto 60-100 milioni di pesos all'anno in cambio di favori e aiuti alle aziende di Tan. Nel corso del congelamento di tutti i beni di Marcos dopo la sua rimozione, alcune società del Gruppo Lucio Tan sono state inizialmente confiscate dallo Stato, tra cui Foremost Farms.
Si dice anche che Lucio Tan abbia stretti legami con Joseph Estrada, che è stato presidente delle Filippine dal 1998 al 2001. Tan è stato uno dei principali donatori nella campagna elettorale di Estrada. Negli anni successivi, una richiesta statale di 26,5 miliardi di pesos contro la società di Tan, la Fortune Tobacco, per evasione fiscale, è stata abbandonata in modo opaco. Lo stesso Estrada fu infine rimosso dalla presidenza nel gennaio 2001 e giudicato colpevole di corruzione da un tribunale il 7 settembre 2007.
Le accuse contro Lucio Tan, invece, sono state ritirate il 7 dicembre 2007 dopo un lungo procedimento giudiziario, poiché le accuse fatte non potevano essere chiaramente provate.
Nel 2017, il presidente Rodrigo Duterte lo ha accusato di dover al governo filippino circa 600 milioni di dollari di tasse non pagate. Dopo che il magnate è stato scagionato dall'evasione fiscale, il leader nazionale ha promesso di "tacere" sulla questione.

## Filantropia
Sebbene le aziende del Gruppo Lucio Tan siano state coinvolte in vari programmi di responsabilità sociale, Tan ha opere di filantropia personale benevola, in particolare nel settore accademico. Notevole di questi è la sua quota di proprietà con l'Università dell'Est, risultante dalla costruzione del Dr. Lucio C. Tan Building di nove piani nel campus universitario di Caloocan City. Tan ha anche dato una sovvenzione come dotazione per lo sviluppo dell'Istituto Universitario Centrale delle Filippine di HRM e Turismo a Jaro, nella città di Iloilo, che in cambio è stato rinominato in suo onore come Dr. Lucio C. Tan College of Hospitality Management, il primo college/scuola a lui intitolato al di fuori di Manila. A lui è intitolato anche un edificio che ospita il college nel campus principale della CPU, il Lucio C. Tan Building.
Negli anni '90, Tan è stato presidente della Lorenzo Ruiz Mission Institute Foundation (LRMFI), un'organizzazione fondata nel 1989 e composta da cattolici cino-filippini che mira a diffondere la fede cristiana in tutto il mondo.

## Vita privata
Tan è sposato dal 1960 con la sinofilippina Carmen Khao, dalla quale ha avuto sette figli, tra cui Vivienne e Lucio "Bong" Jr. (1966-2019).
Da una relazione extraconiugale negli anni sessanta con Lucia "Letty" Tan ha invece avuto i figli John e Michael, anch'essi imprenditori.